# Dong Dong
Dong Dong (chinês tradicional: 董棟; chinês simplificado: 董栋; pinyin: Dǒng Dòng; Zhengzhou, 13 de abril de 1989) é um trampolinista chinês. Ele competiu nos Jogos Olímpicos de Verão de 2008, em Pequim, onde obteve uma medalha de bronze. Quatro anos depois, ele obteve uma medalha de ouro nos Jogos Olímpicos de Verão de 2012 em Londres.